# Nueva California
La Nueva California fue una de las provincias o territorios, junto a la Vieja California, que formaron la gubernatura de Las Californias, posteriormente la provincia fue renombrada Alta California. En la actualidad esta región estaría distribuida en los estados federales estadounidenses de California, Nevada, Arizona, Utah, el oeste de Colorado, y el sudoeste de Wyoming.

## Historia
En 1599, por órdenes del rey Felipe III, se realiza una expedición a la costa de la alta California. La expedición comenzó el 5 de mayo de 1601. Durante el viaje se nombró la bahía de San Diego y fue descubierto el puerto de Monterey, así llamado en honor del virrey. Cuando regresaron de la expedición fue tan atractiva para el virrey, que hasta estuvo dispuesto a colonizarlo. La expedición colonizadora no se realizó porque el nuevo virrey Juan de Mendoza y Luna, suspendió el proyecto.
Debido a las preocupaciones del gobierno español de que otras potencias europeas se apoderaran de las riquezas extraídas en territorios americanos; se concluyó que la única manera de defender el comercio entre Filipinas y Nueva España era ocupar el puerto de Monterrey. El 23 de enero de 1768 la Corona emitió la orden para la ocupación de la Nueva California.
El grupo dirigido por el mallorquín Fray Junípero Serra viajó con el sargento José Francisco Ortega, cuarenta y cuatro indios, cuatro mulatos y dos sirvientes, llevaban además 170 mulas. En la primera expedición terrestre al puerto de Monterrey, Fray Juan Crespí afirma al abandonar el puerto de San Diego el 14 de julio de 1769 que los indios «salieron todos al camino [...] como a recibirnos con muestras de mucho contento».

## Misiones

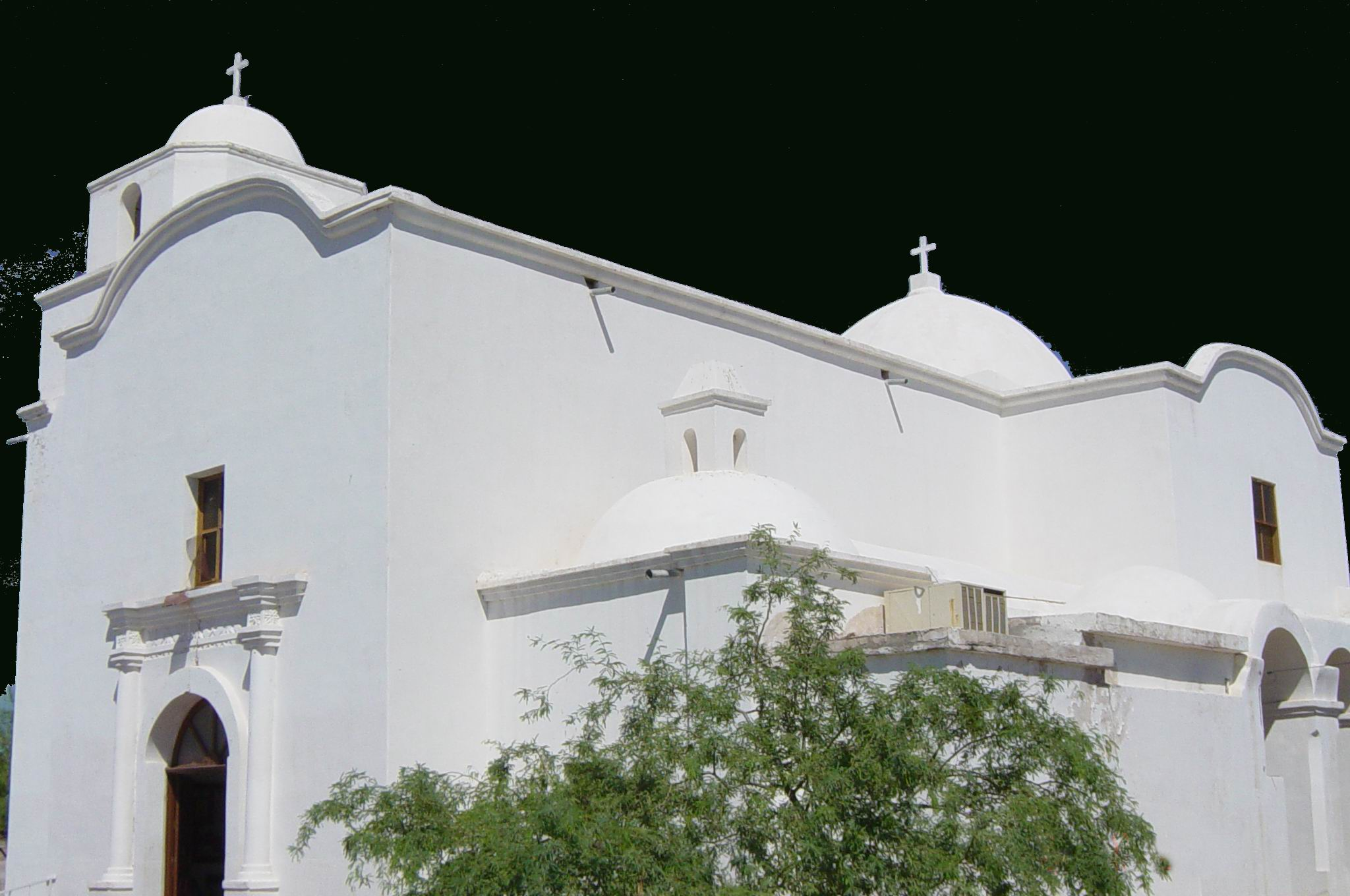
Misión de San Diego en la actualidad.

El 16 de julio de 1769, Fray Junípero Serra fundó con gran solemnidad, la primera misión, dedicada a San Diego de Alcalá. Los frailes se resistieron a esta decisión, pues habían iniciado con muchos trabajos la evangelización de unos pocos indígenas, a los que habían atraído por señas y con humildes obsequios. Dicho establecimiento no prosperó por las duras condiciones del lugar y el asedio de los nativos, quienes atacaron el sitio en el mes de agosto, debido, probablemente, a que una enfermedad les estaba mermando y temían una propagación
El 3 de junio de 1770, con gran solemnidad, se fundó la segunda misión, dedicada a san Carlos Borromeo. Por su parte, el
capitán fincó un fuerte, conforme a la ordenanza militar, para proteger la nueva misión. A partir de entonces,  Monterrey iba a ser el centro de operaciones de fray Junípero Serra para la fundación de nuevas misiones y la administración de las ya existentes. Para 1793, la dirección fue encargada al padre Fermín Lasuen, y desde entonces San Carlos comenzó a prosperar. El siguiente año, la población de nativos alcanzó 927 habitantes.